# Hulterstad
Hulterstad is een kerkdorp op het Zweedse eiland Öland en ligt in de gemeente Mörbylånga. Tot 1951 was het een zelfstandige gemeente, een van de 18 die aan de basis liggen van de huidige gemeente Mörbylånga. Tot 2002 was het een parochie binnen de Zweedse Lutherse kerk, toen werd het samengevoegd met Stenåsa. Het dorp telt nu ongeveer 200 inwoners.
Het ligt 1 km vanaf de Oostzeekust, aan de rand van het kalksteenplateau Stora Alvar, dat is opgenomen op de Werelderfgoedlijst van UNESCO. Ten zuiden van het dorpje ligt een grafveld uit de ijzertijd en een begraafplaats met stenen in de vorm van een schip uit de Vikingtijd. Ten noorden, bij het gehucht Alby, liggen restanten van een nederzetting uit die tijd. Hulterstad zelf is ergens in de 16e eeuw gesticht.
Albrunna · Alby · Algutsrum · Alvlösa · Arontorp · Ås · Bläsinge · Bredinge · Bröttorp · Bårby · Degerhamn · Dörby · Eketorp · Eriksöre · Frösslunda · Färjestaden · Gettlinge · Glömminge · Gräsgård · Grönhögen · Gårdby · Gårdstorp · Hagby-Bläsinge · Hammarby · Hässleby · Hulterstad · Isgärde · Karlevi · Kastlösa · Kleva · Kråketorp · Lenstad · Lindby · Mellby · Mysinge · Mörbylilla · Mörbylånga · Norra Kvinneby · Norra Möckleby · Norra Näsby · Näsby · Össby · Ottenby · Resmo · Risinge · Runsbäck · Ryd · Rösslösa · Seby · Skogsby · Skärlöv · Smedby · Solberga · Stenåsa · Stora Frö · Sägerstad · Södra Möckleby · Torngård · Triberga · Ventlinge · Vickleby · Västerstad